# Typhlops capitulatus
Espèce
Statut de conservation UICN

 EN B1ab(i,iii) : En danger
Typhlops capitulatus est une espèce de serpents de la famille des Typhlopidae. 

## Répartition
Cette espèce est endémique d'Haïti. Elle se rencontre près de l'étang Saumâtre.

## Description
L'holotype de Typhlops capitulatus mesure 205 mm. Cette espèce présente une teinte générale brun clair.

## Étymologie
Son nom d'espèce, du latin căpĭtŭlātus, « qui a une petite tête », lui a été donné en référence à sa morphologie.

## Publication originale
- Richmond, 1964 : The blind snakes (Typhlops) of Haiti with descriptions of three new species. Breviora, vol. 202, p. 1-12 (texte intégral).